# 1664 Felix
1664 Felix (1929 CD) là một tiểu hành tinh vành đai chính được phát hiện ngày 4 tháng 2 năm 1929 bởi Delporte, E. ở Uccle.